# Space Mountain
Pour les articles homonymes, voir Space Mountain (homonymie) et SM.
Space Mountain (litt. « Montagne spatiale ») est une attraction des parcs Disney de type montagnes russes enfermées. Elle est présente dans la plupart des Royaumes enchantés, dans les zones thématiques Tomorrowland et Discoveryland.
La première version est inaugurée en 1975 à Magic Kingdom afin d'ajouter une attraction à sensation à l'image de Matterhorn Bobsleds. Dans les années qui suivent, d'autres versions simplifiées ouvrent à Disneyland et Tokyo Disneyland. Au parc Disneyland, le projet Discovery Mountain est profondément remanié et est renommé Space Mountain : De la Terre à la Lune juste avant son ouverture en 1995. Le Space Mountain de Hong Kong Disneyland est inaugurée en même temps que le parc en 2005 et est fortement similaire à sa version de Californie.

## Concept et création

### Historique
En 1959 ouvre l'attraction Matterhorn Bobsleds à Disneyland, en Californie. L'attraction, dont l'architecture est calquée sur le Cervin, consiste en deux parcours de montagnes russes permettant aux visiteurs de traverser la montagne dans des wagons en forme de bobsleigh. Il s'agit, en outre, de la première attraction à sensations ouvrant dans un Royaume enchanté. Forte de son succès, Matterhorn Bobsleds convainc Walt Disney que les attractions à sensations ont une place dans ses parcs.
Walt Disney Imagineering et Arrow Dynamics (respectivement concepteur et constructeur de Matterhorn Bobselds) commencent alors à travailler sur un nouveau concept de montagnes russes enfermées. Il s'agissait alors de 4 parcours de montagnes russes abritées sous un dôme blanc, où seraient disposés plusieurs effets simulant un voyage dans l'espace. L'attraction se déroulerait dans l'obscurité. Ainsi, certaines portions des rails seraient invisibles, solution imaginée par Walt Disney lui-même pour augmenter l'effet de surprise des visiteurs et compenser l'absence de certains autres éléments typiques des autres montagnes russes.
Le premier concept date des années 1960 et devait être intégré au projet SpacePort de Disneyland. Au printemps 1966, WED Entreprises embauche George F. McGinnis, ingénieur et dessinateur industriel qui est assigné au projet. En juin 1966, le nom de Space Mountain fut donné à l'attraction, quelques mois avant la mort de Walt Disney. Le projet SpacePort, conçu par John Hench, qui devait permettre l'ascension de la montagne par l'extérieur, ne réapparut qu'avec la version française en 1995.
Cependant, l'insuffisance des techniques alors à disposition et les moyens limités en termes de surface utilisable coupèrent court au projet. La mort de Walt Disney en 1966 et la mobilisation de WDI sur le futur parc Magic Kingdom mit le projet d'un Space Mountain à Disneyland en sommeil.
En 1971, Magic Kingdom ouvre en Floride. Le succès, y compris chez les adolescents et les jeunes adultes, amena Walt Disney Imagineering à construire une attraction à sensations dans le nouveau parc. La première idée était celle d'un nouveau Matterhorn Bobsleds, mais l'attraction ne pouvait pas être intégrée entre Fantasyland et Tomorrowland comme elle l'était à Disneyland. Le projet Space Mountain est donc repris, et grâce à 10 ans d'évolution technologique, le projet voit finalement le jour. L'attraction est inaugurée en 1975. Il s'agit de la seule construite à l'extérieur du tracé du Walt Disney World Railroad. Lors de son ouverture, le budget alloué à l'attraction dépassait déjà celui de Disneyland, inflation comprise.

## Thématiques

### Thème original

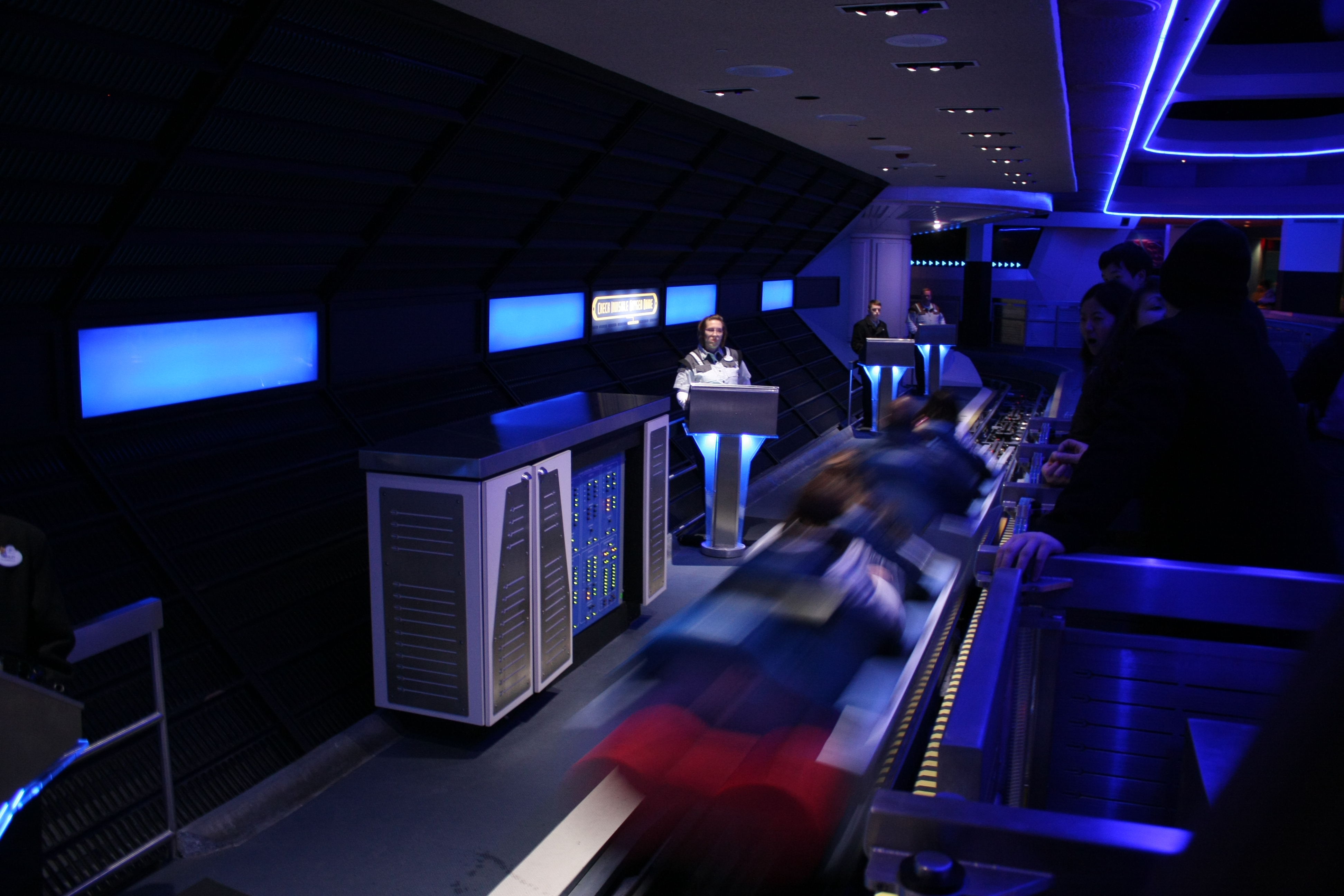
Zone de chargement Omega.

L'attraction ouvre pour la première fois au Magic Kingdom de Walt Disney World Resort en 1975. Des versions simplifiées sont inaugurées à Disneyland en 1977 puis à Tokyo Disneyland en 1983.
Le visiteur pénètre dans le Space Port ou la Space Station 77, où il est dirigé vers les zones d'embarquement Alpha et Omega. Il prend ensuite place à bord d'une fusée qui est propulsée dans l'espace. Celle-ci passe à proximité d'étoiles et de planètes avant de retourner à son point de départ pour y déposer ses passagers,.

### Autres thématisations
En 1995, une nouvelle version a ouvert au Parc Disneyland, nouveau concept pour s'intégrer à l'atmosphère rétrofuturiste de Discoveryland.
À partir de 2015, le concept s'adapte à l'univers Star Wars. L'instant d'une saison, certains Space Mountain sont renommés Hyperspace Mountain. Le voyage intergalactique inclut des vaisseaux spatiaux projetés.
Actuellement on peut dénombrer sept concepts différents. Mais ils ont tous en commun d'être des montagnes russes en intérieur et plongées dans l'obscurité :
- Space Mountain : De la Terre à la Lune ;
- Space Mountain : Mission 2 ;
- Rockin' Space Mountain ;
- Space Mountain : Nightmare Nebula
- Space Mountain : Ghost Galaxy
- Star Wars Hyperspace Mountain.

## Localisations

### Magic Kingdom
Space Mountain au Magic Kingdom à Walt Disney World Resort est la version originale de cette célèbre attraction ouverte en décembre 1974. Elle est la plus grande de toutes et contient deux parcours jumeaux s'entremêlant. Durant plusieurs années RCA fut le sponsor de l'attraction. En 1995, FedEx remplaça RCA jusqu'en 2004. Depuis, aucun sponsor n'a été annoncé.
L'embarquement se fait sur l'un des deux circuits symétriquement identiques, à ceci près que l'un des deux mesure trois mètres de plus. À gauche la voie Alpha, à droite l'Omega.
Pendant les années de partenariat avec RCA, une exposition baptisée La Maison de l'habitat du futur (Home of Future Living) était située à la sortie de l'attraction. Elle comprenait des écrans vidéo pour enfants, des lecteurs de disques lasers et d'autres produits de haute technicité vendus par RCA à l'époque.
Plus tard avec le partenariat de FedEx, elle comprenait deux astronautes flottant avec un bagage dans l'espace, un robot anthropomorphe et un chien robot aussi avec un paquet, des écrans diffusant la SMTV (voir à ci-dessus). Un vaisseau similaire à celui de Disneyland, baptisé FX-2000 est visible depuis la sortie. Il s'appelait avant le partenariat avec Fed-Ex XL-2000. Mais après 2004, l'espace a été vidé laissant un trou dans le thème de l'attraction.
Il est possible d'entendre deux chansons de Juan Garcia Esquivel : « Music Makers » et « Sentimental Journey ».
Cette attraction bénéficie du système FastPass
- Ouverture : 15 janvier 1975[1]
- Conception : WED Enterprises, Arrow Dynamics
- Hauteur du bâtiment : 56 m[1],[6]
- Diamètre du bâtiment : 100 m[1]
- Hauteur maximale du parcours : 27 m
- Angle le plus important : 39°
- Longueur du parcours :
  - Alpha : 974 m
  - Omega : 971 m
- Vitesse maximale : 43,5 km/h[6]
- Taille minimale : 1,12 m
- Durée du parcours : 2 min 35 s
- Partenaire:
  - RCA : 1971 à 1993[1]
  - Federal Express 1993[1] à 2003
- Type d'attraction : Montagnes russes enfermées
- Situation : 28° 25′ 09″ N, 81° 34′ 38″ O

### Disneyland
L'attraction de Disneyland fut construite après celle du Magic Kingdom.
Elle ne comprend qu'une seule voie, au lieu des deux de son aînée. La principale raison de cette réduction est le manque de place disponible à Disneyland. Le constructeur de l'époque est Vekoma. Le coût d'investissement est de 80 millions d'euros. La hauteur du bâtiment est aussi réduite. En 1986, l'esplanade située au pied de la « montagne » fut comblée afin de construire une salle de cinéma 3D, d'abord pour Captain EO, puis Chérie, j'ai rétréci le public.
En 1996, soit un an après la réussite de l'implantation d'un système audio embarqué dans les trains de Space Mountain à Disneyland Paris, des haut-parleurs ont été ajoutés dans les véhicules existants ainsi qu'un système audio afin d'y ajouter une musique synchronisée avec le parcours (cette musique est un remix surf-rock du mouvement Aquarium du Carnaval des Animaux, écrit par Camille Saint-Saëns et réécrite par le guitariste Dick Dale pour l'attraction).
Entre 1998 et 2005 pour le concept de Nouveau Tomorrowland, le blanc des murs extérieurs fut remplacé par un cuivre oxydé.
L'attraction ferma en 2003 pour une intense rénovation qui s'est achevée en 2005 : la gare d'embarquement fut légèrement transformée et mise au goût du jour avec le changement du vaisseau blanc suspendu au-dessus de la voie d'embarquement par un vaisseau similaire au nouveau design et couleurs. Des effets de lumières ont été rajoutés, ainsi qu'un écran géant montrant l'univers et une planète rouge, simulant que les visiteurs sont en fait dans un immense vaisseau spatial (la gare d'embarquement) où ces derniers sont prêts à embarquer dans un des petits-vaisseau (les trains) censés sortir du vaisseau principal pour explorer l'univers. C'est donc une reprise du concept SpacePort. De nouveaux trains avec un nouveau système audio embarqué sont apparus, avec un design complètement refait, tout en gardant l'esprit des anciens. Son thème a été revu pour l'occasion avec une version nocturne différent du diurne.
Cette attraction bénéficie du système FastPass
- Ouverture : 4 mai 1977[1],[8]
- Fermeture : 9 avril 2003
- Réouverture : 17 juillet 2005[9]
- Conception : Walt Disney Imagineering
- Constructeur : Vekoma, Dynamic Structures
- Nombres de véhicules/fusée : 12
- Diamètre du bâtiment : 66 m
- Hauteur de chute maximale : 4,6 m
- Hauteur du bâtiment : 36 m
- Longueur du parcours : 1 052 m
- Volume : 51 000 m3
- Vitesse maximale : 51,5 km/h
- Taille minimale : 1,02 m
- Durée du parcours : 2 min 45 s
- Ticket requis : « E »
- Type d'attraction : Montagnes russes
- Musique
  - Aquarium de Saint-Saëns interprété par Dick Dale (1996–2003)
  - Space Mountain composée par Michael Giacchino (2005–présent)
- Partenaire :
  - Federal Express 1993 à 2003[1]
- Situation : 33° 48′ 40″ N, 117° 55′ 03″ O

### Tokyo Disneyland
L'attraction est un clone de la version Space Station 77 de Disneyland. La file d'entrée est toutefois légèrement différente car aucun bâtiment n'a été construit devant. Un imposant escalier permet de monter dans la « montagne ». L'attraction a fermé le 30 octobre 2006 et a rouvert le 27 avril 2007 avec une nouvelle ambiance inspirée de la « mission 2 » française.
Le 27 avril 2022, Tokyo Disney Resort a annoncé la fermeture de l'attraction pour rénovation en 2024, avec une réouverture sous une nouvelle version, un nouvel extérieur et de nouveaux effets visuels, prévue en 2027.
Cette attraction bénéficie du système FastPass
- Ouverture : 15 avril 1983 (avec le parc)[1]
  - Rénovation : 27 avril 2007
- Conception : WED Enterprises
- Nombres de véhicules/fusée : 12
- Capacité : 6 personnes
- Diamètre du bâtiment : 66 m
- Hauteur de chute maximale : 4,6 m
- Hauteur du bâtiment : 36 m
- Longueur du parcours : 1 052 m
- Volume : 51 000 m3
- Vitesse maximale : 49 km/h
- Taille minimale : 1,02 m
- Durée du parcours : 2 min 45 s
- Type d'attraction : Montagnes russes
- Situation : 35° 37′ 57″ N, 139° 52′ 41″ E

### Parc Disneyland
Dès le début de la conception du Parc Disneyland, un Space Mountain devait être construit. Mais en raison du nouveau thème développé dans Discoveryland, la version de Disneyland ou de Magic Kingdom ne pouvait convenir. Ainsi le concept de Discovery Mountain vit le jour, basé sur l'œuvre de Jules Verne, incluant un voyage dans l'espace inspiré du livre « De la Terre à la Lune ». L'attraction ne put être construite pour l'ouverture du parc en raison de son coût. Elle fut reportée pour plus tard. Dès 1993, les problèmes financiers du parc ont compromis l'avenir de l'attraction. Le projet fut réduit et la construction lancée afin d'attirer des visiteurs. Le nom de l'attraction fut changé à la dernière minute en Space Mountain : De la Terre à la Lune. L'attraction propose aux visiteurs un voyage dans l'espace, en direction de la Lune, comme pour les héros du roman de Jules Verne. C'est pourquoi, originalité propre à la version parisienne, le canon Columbiad issu du livre propulse les voyageurs au sommet de la montagne sur laquelle il est posé. Cette idée de canon n'est pas récente et avait déjà été évoquée dès 1966 pour le premier Space Mountain.
Des morceaux de musique à inspiration wagnérienne, notamment issus de la bande originale de Krull (composés par James Horner, qui a aussi assuré la bande sonore de Titanic, de James Cameron) ou de Les Aventures de Rocketeer étaient diffusés autour de l'attraction, en parfaite adéquation avec l'esprit victorien de Space Mountain.
Mais pour des raisons décrites ci-après le concept fut changé en Space Mountain : Mission 2 en 2005, puis en Star Wars Hyperspace Mountain en 2017.
- Ouverture :
  - Cérémonie d'inauguration : 31 mai 1995[12]
  - Au public : 1er juin 1995[1],[13]
- Thème de De la Terre à la Lune : 1er juin 1995 - 17 janvier 2005
- Thème de Mission 2 : 9 avril 2005 - 8 janvier 2017
- Thème de Hyperspace Mountain : depuis le 7 mai 2017
- Conception : Walt Disney Imagineering, Vekoma
- Type d'attraction : Montagnes russes métalliques avec inversions Vekoma MK 1212
- Situation : 48° 52′ 27″ N, 2° 46′ 45″ E

Cette attraction bénéficie du système FastPass
Cette attraction bénéficie du système Disney Premier Access

### Hong Kong Disneyland
L'attraction a ouvert en même temps que le parc. Elle est légèrement différente des versions américaines et japonaise, car elle respecte le thème du Tomorrowland chinois.
- Ouverture : 12 septembre 2005 (avec le parc)
- Conception : Walt Disney Imagineering, Vekoma
- Nombres de places par véhicules/fusée : 12
- Diamètre du bâtiment : 66 m
- Hauteur de chute maximale : 4,6 m
- Hauteur du bâtiment : 36 m
- Longueur du parcours : 1 052 m
- Volume : 51 000 m3
- Vitesse maximale : 49 km/h
- Taille minimale : 1,02 m
- Durée du parcours : 2 min 45 s
- Type d'attraction : Montagnes russes
- Situation : 22° 18′ 51″ N, 114° 02′ 28″ E

## Adaptation

### Parcs à thème

#### CyberSpace Mountain
Afin d'étoffer son offre de sensations, DisneyQuest propose une version numérique dans un simulateur de vol de Space Mountain c'est la CyberSpace Mountain.
Le parc Walt Disney Studios proposait aussi Cyber Space Mountain à la sortie de Disney Channel jusqu'à fin 2007 (Disney Channel étant désormais définitivement fermé, et remplacé par Stitch Live).

#### Tron Lightcycle Power Run
L'attraction Tron Lightcycle Power Run est située dans la partie Tomorrowland à Shanghai Disneyland, et est unique à ce jour dans les parcs Disney : alors que traditionnellement, le choix d'implanter Space Mountain dans le land futuriste d'un parc Disney était retenu, ce nouveau parc fait une exception à cette règle. Néanmoins, des éléments de Space Mountain ou encore de Rock 'n' Roller Coaster peuvent y être retrouvés : une partie du circuit s'effectue dans le noir (agrémenté d'effets spéciaux et de jeux de lumières de dernière génération), les trains (qui ont l'aspect des lumicycles du film Tron : L'Héritage) sont propulsés à l'horizontale par des moteurs à induction linéaire, et une musique est diffusée en synchronisation avec le parcours.
Le thème du voyage dans l'espace est donc abandonné, laissant place à un voyage au cœur du monde virtuel de La Grille.

#### Autres attractions du même type
Le parc Europa-Park a ouvert en 1989 des montagnes russes enfermées sans inversions avec également un thème spatial. Le circuit est également complètement différent. Le dôme d'Eurosat a une apparence fortement inspirée du Spaceship Earth, symbole d'Epcot.
Le parc Nigloland possède aussi une attraction de montagnes russes dans l'obscurité, sur le thème de l'espace. Spatiale Experience a ouvert en 1998, trois ans après la version française de Space Mountain.

### Cinéma
On peut voir un clin d'œil à l'attraction dans le film Bienvenue chez les Robinson, lorsque Wilbur emmène Lewis dans le futur pour la première fois. En survolant la ville du futur avec la machine à remonter le temps, ils passent dans le Todayland (jeu de mots rappelant que l'action du film se passe dans le futur) et l'on peut voir Space Mountain en arrière-plan.
Dans le film Les Indestructibles, lorsque la famille est de retour en ville après une course folle en camionnette, Violette s'exclame « C'est comme Space Mountain ! »
Le 6 mars 2015, Disney sort une nouvelle affiche pour son prochain film Tomorrowland (nommé en hommage au land éponyme présent dans tous les parcs Disney); sur laquelle on distingue clairement la version commune de Space Mountain.

### Comics
Le 13 novembre 2013, Disney Publishing annonce de nouvelles publications au travers de l'éditeur Disney Comics, la première basée sur Space Mountain est prévue pour mai 2014.

### Musique
La chanson "La Montagne de l'Espace" de Julien Ribot, parue dans l'album Hotel Bocchi en 2001, fait explicitement référence à l'attraction Space Mountain.